# Associazione Calcio Marzotto 1966-1967
Questa pagina raccoglie le informazioni riguardanti l'Associazione Calcio Marzotto nelle competizioni ufficiali della stagione 1966-1967.

## Rosa
| N. |                   | Ruolo | Calciatore           |
| -- | ----------------- | ----- | -------------------- |
|    | Italia (bandiera) |       | Anceschi             |
|    | Italia (bandiera) | C     | Rodolfo Bacchetti    |
|    | Italia (bandiera) | C     | Giuseppe Bertoni     |
|    | Italia (bandiera) |       | Bettella             |
|    | Italia (bandiera) | A     | Sergio Bettini       |
|    | Italia (bandiera) | C     | Giorgio Biasiolo     |
|    | Italia (bandiera) | A     | Giampaolo Caicchiolo |
|    | Italia (bandiera) | D     | Franco Cariolato     |
|    | Italia (bandiera) |       | Carlotto             |
|    | Italia (bandiera) | D     | Fulvio Cattani       |
|    | Italia (bandiera) | C     | Ivano De Vettor      |
|    | Italia (bandiera) | C     | Luigi Donadello      |

| N. |                   | Ruolo | Calciatore       |
| -- | ----------------- | ----- | ---------------- |
|    | Italia (bandiera) | D     | Edoardo Ferrari  |
|    | Italia (bandiera) | D     | Paolo Luise      |
|    | Italia (bandiera) | C     | Pierluigi Magri  |
|    | Italia (bandiera) | C     | Rino Marchesi    |
|    | Italia (bandiera) | C     | Mariano Melonari |
|    | Italia (bandiera) | A     | Renato Mola      |
|    | Italia (bandiera) | A     | Enzo Padovani    |
|    | Italia (bandiera) | C     | Attilio Porra    |
|    | Italia (bandiera) | P     | Giuseppe Ridolfi |
|    | Italia (bandiera) | A     | Gino Tomizioli   |
|    | Italia (bandiera) |       | Zamboni          |
|    | Italia (bandiera) | C     | Daniele Zanotto  |